# Régis Gignoux
Pour les articles homonymes, voir Gignoux.
Régis Gignoux, né Marie Régis Joseph Gignoux le 7 octobre 1878 à Lyon et mort le 7 novembre 1931 à Paris, est un journaliste, romancier et auteur dramatique français.

## Biographie
Régis Gignoux, troisième enfant de Georges Gignoux, avocat à Lyon, s’installe à Paris peu avant 1910. Il commence sa carrière journalistique comme chroniqueur et critique dramatique dans différents journaux : Paris-Journal, Comœdia, Le Figaro. Il collabore à L'Illustration qui publie la plupart de ses pièces de théâtre dans son supplément théâtral. 
Il se marie à Paris le 19 août 1909 avec Jeanne Marie Passier. Le couple aura un fils.

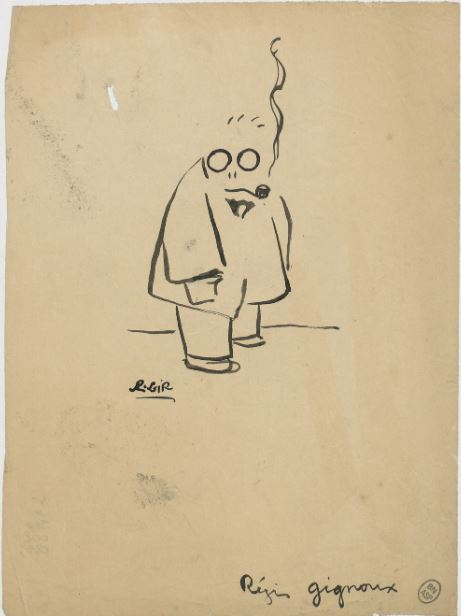
Régis Gignoux, caricature par Charles Gir.

Lors de sa mort le journal Comœdia, sous la signature d'Étienne Rey, lui consacre un important article en page une : « Esprit curieux, avisé, d'une culture très vaste, il s'est essayé dans les genres les plus divers. Journaliste très fin, il a fait longtemps au Figaro et dans divers journaux, des chroniques remarquées pour l'ironie de leurs idées et la sûreté de leur langue... Si, à travers toute cette production 
un peu disparate, on voulait définir sa vraie physionomie, exprimer cette personnalité que tout écrivain porte en lui, sans toujours l'extérioriser, on verrait qu'il fut avant tout un esprit voltairien, un esprit donc très français, ayant le goût des idées, se méfiant un peu de la sensibilité, ou la dissimulant avec une sorte de pudeur. »
Par décret du 14 janvier 1925, Régis Gignoux est nommé chevalier dans l'Ordre national de la Légion d'honneur.

## Publications

### Théâtre
- L'Ingénu, comédie en trois actes d'après le conte de Voltaire. Première Théâtre Michel, 18 novembre 1913 (co-auteur Charles Méré) ed. Paris 1914, Illustrations de Henry Rudaux[5].
- La Folle Escapade, opérette en 3 actes, Paris, 1919, première Théâtre des Variétés  15 février 1919 (co-auteur Maurice de Marsan), musique d'Octave Crémieux.
- Hercule à Paris, revue en deux actes et un prologue, (co-auteur Rip), première Théâtre du Palais royal, 27 octobre 1919[6].
- Miousic, revue en 2 actes, Paris, 1920, première Théâtre du Vaudeville 26 février 1920, mis en scène de Pierre Wolff.
- Le Scandale de Deauville, comédie en 3 actes, Paris 1920, première  Théâtre des Capucines, 15 octobre 1920, avec Madeleine Carlier, Marguerite Deval, Jacques Louvigny.
- Vive Boulbasse !, comédie en un acte, Les Cahiers d'aujourd'hui, N °3, mars 1921, première Théâtre Grand Guignol, 5 février 19215
- Kama Soutra, ou Il ne faut pas jouer avec le feu, comédie en un acte,  Paris, 1922, Librairie théâtrale, première, Théâtre du Grand-Guignol, 25 mars 1922, lire en ligne sur Gallica
- L'Appel du clown, comédie en un acte, première Théâtre  Grand Guignol,  3 mars 1923. Éditions Les Auteurs,  1930, avec des gravures à l'eau-forte de A. Dunoyer de Segonzac.
- Le Fruit vert, comédie en 3 actes, Paris, 1924, première Théâtre des Variétés, 19 décembre 1924 (co-auteur Jacques Théry),avec Jules Berry
- Le Monde renversé, comédie en un acte,  Paris, 1925,   impr. de "l'Illustration", première théâtre du Grand-Guignol, 28 avril 1925.
- La Cible, drame en deux actes; Paris, 1925, première Théâtre du Grand-guignol 23 avril 1925 avec
- Le Cheval de cirque, comédie en un acte, Paris, 1929,impr. de l'"Illustrations", première Théâtre du Grand-guignol 8 mars 1929
- La Castiglione, comédie en trois actes et neuf tableaux,  Paris, 1929,  impr. de l'"Illustration". Traduit en italien par di Maria Giuliana Zucchini e Sergio Del Santo,La Spezia, ed. Agorà, 1999. Première  Comédie des champs Elysées, 1er juin 1929.
- Le Prof' d'anglais ou le Système Puck, comédie en trois actes, Paris 1930,  Impr. de l'"Illustration" , première  Comédie des Champs Élysées  30 avril 1930, mise en scène de Louis Jouvet, costumes de Paul Poiret, avec Valentine Tessier et le débutant Jean-Pierre Aumont.

### Romans et autres
- Le Tabac du bouc,  Paris, 1921, G. Crès[7].
- La Machine à finir la guerre, Paris, 1917, A. Michel (co-auteur Roland Dorgelès)[8].
- Mil neuf cent douze, Paris, 1912, B. Grasset (co-auteur Charles Muller)